# Európa állatkertjeinek listája
Az alábbi lista Európa állatkertjeit tartalmazza, országonként betűrendben:

## Albánia
- Tirana Zoo, Tirana

## Ausztria
- Alpenzoo Innsbruck, Innsbruck
- Haus des Meeres, Bécs
- Tiergarten Schönbrunn, Bécs
- Tiergarten Walding, Walding, Felső-Ausztria
- Schloss Herberstein Zoo and Nature Park, Schloss Herberstein, Stájerország
- Salzburg Zoo, (Tiergarten Hellbrunn), Salzburg
- Schmiding Zoo, Krenglbach  (Welshez közel)
- Raritätenzoo Ebbs, Ebbs
- Tierpark Stadt Haag, Haag
- Zoo Linz, Linz
- Welser Tiergarten, Wels

## Belgium
- Antwerp Zoo, Antwerpen
- Bellewaerde, Ypres
- Olmen Zoo, Olmen, Mol
- Pairi Daiza, Brugelette, Hainaut
- Planckendael Zoo, Muizen, Mechelen

## Bosznia-Hercegovina
- Pionirska dolina, Szarajevó
- Trapisti, Banja Luka

## Bulgária
- Lovech Zoo, Lovech
- Pleven Zoo, Pleven
- Plovdiv Zoo, Plovdiv
- Sofia Zoo, Szófia
- Stara Zagora Zoo, Sztara Zagora
- Varna Zoo, Várna

## Ciprus
- Larnaca Zoo
- Limassol Zoo
- Mazotos Camel Park
- Nicosia Zoo
- Paphos Zoo, (Animal & Bird Park)

## Csehország
- Brno Zoo, Brno
- Chleby Zoo, Chleby
- Chomutov Zoo, Chomutov
- Děčín Zoo, Děčín
- Dvorec Zoo, Dvorec u Borovan
- Dvůr Králové Zoo, Dvůr Králové nad Labem
- Hodonín Zoo, Hodonín
- Hluboká nad Vltavou Zoo, Hluboká nad Vltavou
- Jihlava Zoo, Jihlava
- Liberec Zoo, Liberec
- Olomouc Zoo, Olomouc
- Ostrava Zoo, Ostrava
- Plzeň Zoo, Plzeň
- Prague Zoo, Prága
- Tábor Zoo, Tábor
- Ústí nad Labem Zoo, Ústí nad Labem
- Zlín - Lešná Zoo, Zlín
- Zoopark Vyškov, Vyškov
- Zoopark Zájezd, Zájezd

## Dánia
- Aalborg Zoo, Aalborg
- Copenhagen Zoo, Koppenhága
- Crocodile Zoo, Gundslevmagle, Falster
- Ebeltoft Zoo, Ebeltoft
- Givskud Zoo, Givskud
- Jesperhus, Mors
- Odense Zoo, Odense
- Randers Tropical Zoo, Randers
- Ree Park - Ebeltoft Safari, Ebeltoft
- Skandinavisk Dyrepark, Kolind, Djursland

## Egyesült Királyság
- Africa Alive, Kelet-Anglia
- Amazon World Zoo, Isle of Wight
- Amazona, Kelet-Anglia
- Amazonia World of Reptiles, Kelet-Anglia
- Banham Zoo, Kelet-Anglia
- Beale Park, Berkshire
- Belfast Zoo, Belfast, Észak-írország
- Belle Vue Zoological Gardens, Manchester (zárva)
- Birdland Park and Gardens, Bourton-on-the-Water, Gloucestershire
- Birdworld, Surrey
- Birmingham Nature Centre, Birmingham
- Black Isle Wildlife Park, Black Isle, Scotland
- Blackbrook Zoological Park, Staffordshire
- Blackpool Zoo, Lancashire
- Blair Drummond Safari Park, Stirlingshire, Scotland
- Borth Animalarium, Mid Wales
- Bristol Zoo Gardens, Bristol
- Butterfly and Wildlife Park, Lincolnshire (zárva)
- Camperdown Wildlife Centre (egy része Camperdown Country Park) - Dundee
- Chessington Zoo, London
- Chester Zoo, Cheshire
- Colchester Zoo, Kelet-Anglia
- Cotswold Wildlife Park, Oxfordshire
- Cricket St Thomas Wildlife Park, Somerset (zárva)
- Curraghs Wildlife Park, Man-sziget
- Dartmoor Zoological Park, Devon
- Drayton Manor Zoo, egy része Drayton Manor Theme Park, Staffordshire
- Drusillas Zoo Park, East Sussex
- Dudley Zoo, West Midlands
- Durrell Wildlife Park, Jersey, Channel Islands
- Edinburgh Zoo, Edinburgh, Scotland
- Exmoor Zoo, Devon
- Five Sisters Zoo, West Calder, Scotland
- Flamingo Land Resort, North Yorkshire
- Folly Farm Adventure Park and Zoo
- Glasgow Zoo, Glasgow, Scotland (zárva)
- Hamerton Zoo, Kelet-Anglia
- Harewood Bird Gardens, at Harewood House, West Yorkshire
- The Hawk Conservancy, Hampshire
- Highland Wildlife Park, Highland, Scotland
- Howletts Wild Animal Park, Kent
- International Centre for Birds of Prey, Gloucestershire
- Isle of Wight Zoo, Isle of Wight
- Knaresborough Zoo, North Yorkshire (zárva)
- Knowsley Safari Park, Merseyside
- Lakeland Wildlife Oasis, Cumbria
- Linton Zoological Gardens, Kelet-Anglia
- London Zoo, London
- Longleat Safari Park, Wiltshire
- Lotherton Hall Bird Garden, Aberford, Leeds, West Yorkshire
- Manchester Zoological Gardens, Broughton, Salford (zárva)
- Marwell Wildlife, Hampshire
- Monkey World, Dorset
- New Forest Wildlife Park, Hampshire
- Newquay Zoo, Cornwall
- Noah's Ark Zoo Farm, Bristol
- Paignton Zoo, Devon
- Paradise Park, Cornwall, Cornwall
- Paradise Wildlife Park, Hertfordshire
- Pettitts Animal Adventure Park, Kelet-Anglia
- Plantasia, Swansea, Wales
- Port Lympne Wild Animal Park, Kent
- SeaLife Great Yarmouth, Kelet-Anglia
- Seaview Wildlife Encounter, Isle of Wight
- Shaldon Wildlife Trust, Devon
- South Lakes Safari Zoo, Cumbria
- Southport Zoo, Merseyside (zárva)
- Surrey Zoological Gardens, Kennington
- The Living Rainforest, Berkshire (zárva)
- Tropiquaria, Nyugat-Somerset
- Thrigby Hall, Kelet-Anglia
- Tropical World at Roundhay Park, Leeds
- Twycross Zoo, Leicestershire
- Wales Ape and Monkey Sanctuary, (korábban Cefn-yr-Erw Primate Sanctuary), Wales
- Welsh Mountain Zoo, Észak-Wales
- West Midland Safari Park, Worcestershire
- Wetheriggs Zoo and Animal Sanctuary, Durham, (korábban Penrith)
- Whipsnade Zoo, Kelet-Anglia
- Wildwood Discovery Park, Kent
- Windsor Safari Park, Windsor, (zárva, átalakítva Legoland Windsor)
- Wingham Wildlife Park, Kent
- Woburn Safari Park, Bedfordshire
- Yorkshire Wildlife Park, Doncaster

### Gibraltár
- Alameda Wildlife Conservation Park

## Észak-Macedónia
- Bitola Zoo, Bitola
- Skopje Zoo, Szkopje
- Zoo Park Brioni, Štip

## Észtország
- Elistvere Loomapark, Elistvere, Jõgeva County
- Tallinn Zoo, Tallinn

## Fehéroroszország
- Grodno Zoo, Hrodna
- Minsk Zoo, Minszk

## Finnország
- Ähtäri Zoo
- Escurial Zoo and Flower Park
- Kitee Zoo
- Korkeasaari, Helsinki
- Kuopio Zoo
- Orimattilan kotieläinpuisto, Orimattila
- PikkuKili, Lieksa
- Ranua Resort, Ranua
- Särkänniemi, Tampere
- Tropicario, Helsinki
- Zoolandia, (Turkuhoz közel)

## Franciaország
- Citadel of Besançon, Besançon
- Cleres Zoological Park - Clères
- Jardin Zoologique d'Acclimatation du Bois de Boulogne, (állatkertként zárva), Párizs
- Jardin Zoologique de la Tête d'Or, Parc de la Tête d'Or, Lyon
- Jardin Zoologique Tropical, La Londe-les-Maures
- La Palmyre Zoo, Les Mathes
- La Vallée des Singes, Romagne
- Ménagerie du Jardin des Plantes, Párizs
- Parc Animalier de Sainte-Croix, Rhodes
- Parc des Félins, Nesles
- Parc des Oiseaux, Villars-les-Dombes
- Parc Phœnix, Nizza
- Haute Touche Zoological Park, Obterre
- Parc Zoologique de Lunaret, Montpellier
- Parc Zoologique et Botanique de Mulhouse, Mulhouse
- Paris Zoological Park, (Zoo de Vincennes), Párizs
- Planete Sauvage (safari park), Port-Saint-Père
- Réserve Africaine & Parc Zoologique et Botanique de Thoiry, Thoiry
- Réserve Africaine de Sigean, Sigean
- Safari de Peaugres, Peaugres
- Zoo and Botanical Garden of Branféré, Le Guerno
- Zoo d'Amnéville, Amnéville
- Zoo de Cerza, Hermival-les-Vaux
- Zoo de Doué, Doué-la-Fontaine
- Zoo de la Flèche, La Flèche
- ZooParc de Beauval, Saint-Aignan-sur-Cher

## Görögország
- Attica Zoological Park, Athén
- Zoological Park of St. Paul, Thessaloniki
- Rodoszi Hidrobiológiai Intézet

## Hollandia
- Apenheul, Apeldoorn
- Artis, Amszterdam
- Beekse Bergen szafaripark
- BestZoo, Best
- Burgers' Zoo, Arnhem
- Castle Arcen, Arcen
- DierenPark Amersfoort, Amersfoort
- Dierenpark Emmen, Emmen
- Dierenpark & reptielenhuis de Oliemeulen, Tilburg
- Dierenpark Tilburg, Tilburg (zárva)
- Dierenpark Wissel, Epe
- Dierenrijk, Mierlo
- Diergaarde Blijdorp, Rotterdam
- Dolfinarium Harderwijk, Harderwijk
- GaiaPark Kerkrade Zoo, Kerkrade
- Ouwehands Dierenpark Rhenen, Rhenen
- Papegaaienpark NOP, Oerle
- ReptielenZOO SERPO, Delft
- Safaripark Beekse Bergen, Hilvarenbeek
- Taman Indonesia, Kallenkote
- Uilen- en Dierenpark De Paay, Beesd
- Vogelpark Avifauna, Alphen aan den Rijn
- Zoo Labyrinth Boekelo, Boekelo
- Zoo Park Overloon, Overloon

## Horvátország
- Bizik family Zoo, Našice
- Milec family Zoo, Rusnica
- Osijek Zoo, Eszék
- Split Zoo, Split
- Zagreb Zoo, Zágráb

## Izland
- Fjölskyldu- og húsdýragarðurinn

## Írország
- Dublin Zoo, Phoenix Park, Dublin
- Fota Wildlife Park, County Cork

## Lengyelország
- Miejski Ogród Zoologiczny Wybrzeża w Gdańsku-Oliwie, Gdańsk
- Ogród Zoobotaniczny w Toruniu, Toruń
- Ogród Zoologiczny w Krakowie, Kraków
- Ogród Zoologiczny w Łodzi, Łódź
- Ogród Zoologiczny w Płocku, Płock
- Ogród Zoologiczny w Poznaniu, Poznań
  - Stare ZOO
  - Nowe ZOO
- Ogród Zoologiczny w Zamościu, Zamość
- Silesian Zoological Garden, Chorzów
- Warsaw Zoo, Varsó
- Zoo Opole, Opole
- Wrocław Zoo, Wrocław
- Ogród Fauny Polskiej- zoo w Bydgoszczy, Bydgoszcz
- Zoo Safari Borysew, Borysew- Poddębice
- Zoo w Braniewie, Braniewo
- Zoo w Nowym Tomyślu, Nowy Tomyśl
- Akcent Zoo Białystok, Białystok
- Zoo Safari Świerkocin, Świerkocin
- Park Dzikich Zwierząt (Wild Animal Park) Kadzidłowo, Kadzidłowo
- Ogród Zoologiczny Canpol w Sieroczynie k. Człuchowa, Człuchów
- Ogród Zoologiczny Dolina Charlotty w Strzelinku k. Słupska, Słupsk
- ZOO FARMA w Łącznej, Łączna- Mieroszów
- Fokarium na Helu, Hel
- Ogród Ornitologiczny w Łebie- Bird Park in Łeba, Łeba

## Lettország
- Riga Zoo
- Latgales Zoo, Daugavpils
- Minizoo "Dobuļi", Iecava Municipality
- Minizoo "Salmiņi", Sigulda Municipality
- Animal Park "Zaķīši", Amata parish

## Litvánia
- Lithuanian Zoo, Kaunas
- Palanga zoo, (Insektariumas)

## Luxemburg
- Parc Merveilleux

## Málta
- Mediterraneo Marine Park, Naxxar
- Wildlife Park Malta, Rabat

## Magyarország
- Budakeszi Vadaspark, Budakeszi
- Fővárosi Állat- és Növénykert, Budapest
- Gyöngyösi Állatkert, Gyöngyös
- Jászberényi Állat- és Növénykert, Jászberény
- Kecskeméti Vadaskert, Kecskemét
- Kittenberger Kálmán Növény- és Vadaspark, Veszprém
- Magán Zoo, Felsőlajos (korábban Abonyi Vadaspark)(wd)
- Miskolci Állatkert és Kultúrpark, Miskolc
- Nagyerdei Kultúrpark, Debrecen
- Nyíregyházi Állatpark, Nyíregyháza
- Pécsi Állatkert és Akvárium-Terrárium, Pécs
- Szegedi Vadaspark, Szeged
- Tisza-tavi Ökocentrum, Poroszló
- Tropicarium, Budapest
- Veresegyházi Medveotthon, Veresegyház
- Xántus János Állatkert, Győr

## Moldova
- Chişinău Zoo, Chişinău

## Monaco
- Zoological Garden of Monaco, (Jardin Animalier)

## Németország
- Augsburg Zoo
- Bad Mergentheim Wildlife Park
- Berlin Tierpark
- Zoologischer Garten Berlin
- Betzenberg Wildlife Park
- Bremerhaven Zoo
- Cologne Zoo
- Cottbus Zoo
- Dortmund Zoo
- Dresden Zoo
- Duisburg Zoo
- Eekholt Wildlife Park
- Erlebnispark Tripsdrill
- Erlebnis-Zoo Hannover
- Essehof Zoo
- Frankfurt Zoo
- Hamburg Hagenbeck Zoo
- Heidelberg Zoo
- Hellabrunn Zoo
- Hirschfeld Wildlife Park
- Hodenhagen Serengeti Park
- Karlsruhe Zoo
- Krefeld Zoo
- Landau Zoo
- Leipzig Zoo
- Lüneburg Heath Wildlife Park
- Magdeburg Zoo
- Münster Zoo
- Nuremberg Zoo
- Olching Bird Park
- Opel Zoo
- Osnabrück Zoo
- Rostock Zoo
- Saarbrücken Zoo
- Sassnitz Wildlife Park
- Südliche Weinstraße Wildlife Park
- Stuttgart Wilhelma Zoo
- Walsrode Bird Park
- Wuppertal Zoo
- ZOOM Erlebniswelt Gelsenkirchen
- AquaDom
- Aquarium Berlin
- German Oceanographic Museum
- Ozeaneum
- Sea Life Centres

## Norvégia
- Kristiansand Zoo and Amusement Park, Kristiansand
- Namsskogan Familiepark
- Polar Zoo, Bardu
- Vassfaret Bear Park, Flå

## Olaszország
- 1° Parco Zoo della Fauna Europea, Poppi, Arezzo
- Bioparco di Roma, Róma
- Bioparco Faunistico d'Abruzzo, Castel di Sangro, L'Aquila
- Bioparco di Sicilia, Carini, Palermo
- Centro Faunistico Parco Gallorose, Cecina, Livorno
- Città della Domenica, Perugia
- Giardino Zoologico di Pistoia, Pistoia
- L'Oasi degli Animali, San Sebastiano Po, Torino
- Oasi di Sant'Alessio con Vialone, Sant'Alessio con Vialone, Pavia
- Parco del Sole, Collazzone, Perugia
- Parc Animalier d'Introd, Introd, Aosta
- Parco degli Angeli, Giba, Carbonia-Iglesias
- Parco dei Pappagalli, Latisana, Udine
- Parco della Villa Pallavicino, Stresa, Verbano-Cusio-Ossola megye
- Parco Faunistico Al Bosco, Grezzana, Verona
- Parco Faunistico La Torbiera, Agrate Conturbia, Novara
- Parco Faunistico Cappeller, Cartigliano, Vicenza
- Faunistic Park Le Cornelle, Valbrembo, Bergamo
- Parco Faunistico Valcorba, Pozzonovo, Padova
- Parco Natura Viva, Bussolengo, Verona
- Parco Ornitologico Villa d'Orleans, Palermo
- Parco Safari delle Langhe, Murazzano, Cuneo
- Parco Zoo Falconara, Falconara Marittima, Ancona
- Parco Zoo La Rupe, Civitella Casanova, Pescara
- Parco Zoo Punta Verde, Lignano Sabbiadoro, Udine
- Safari Park Pombia, Pombia, Novara
- Safari Park d'Abruzzo, Rocca San Giovanni, Chieti
- Safari Ravenna, Ravenna
- Zoo Di Napoli, Naples
- Zoom Torino, Cumiana, Torino
- Zoosafari Fasanolandia, Fasano, Brindisi

## Oroszország
- Abakan "Wildlife Cente", Abakan
- Cheboksary Zoo, Cheboksary
- Chelyabinsk Zoo, Cseljabinszk
- Chita Zoo, Chita
- Ekaterinburg Zoo, Ekaterinburg
- Ivanovo Zoo, Ivanovo
- Kaliningrad Zoo, Kaliningrad
- Kazan Zoo, Kazany
- Khabarovsk Zoo, Khabarovsk
- Krasznojarszk park of Flora and Fauna "Rojev Ruhej", Krasznojarszk
- Leningrad Zoo, Szentpétervár
- Lipetsk Zoo, Lipeck
- Moscow Zoo, Moszkva
- Novosibirsk Zoo, Novosibirsk
- Omsk Zoo, Bolsherech'e, Omsk
- Penza Zoo, Penza
- Perm Zoo, Perm
- Rostov-on-Don Zoo, Rostov-on-Don
- Samara Zoo, Samara
- Tula Exotarium, Tula
- Yakutsk Zoo, Jakutszk
- Sakhalin Zoological and Botanic Park, Yuzhno-Sakhalinsk

## Portugália
- Badoca Safari Park, Vila Nova de Santo André
- Lisbon Zoo, Lisszabon
- Parque Biológico de Gaia, Vila Nova de Gaia
- Parque Zoológico de Lagos, Lagos
- Zoo de Lourosa, Lourosa
- Zoo da Maia, Maia
- Zoomarine, Albufeira, Algarve
- Zoo Santo Inácio, VNGaia

## Románia
- Zoo Băneasa, Bukarest
- Zoo Bârlad, Barlád
- Zoo Brașov, Brassó
- Parcul Zoo Brăila, Brăila
- Grădina Zoologică din Călărași, Călărași
- Parcul Cozla, Karácsonkő
- Grădina Zoologică din Craiova, Craiova
- Grădina Zoologică Galați, Galați
- Grădina Zoologică Hunedoara, Vajdahunyad
- Zoo Oradea, Nagyvárad
- Grădina Zoologică Pitești, Pitești
- Grădina zoologică Ploiești, Ploiești
- Grădina Zoologică Râmnicu Vâlcea, Râmnicu Vâlcea
- Grădina Zoologică Reșița, Resicabánya
- Zoo Sibiu, Nagyszeben
- Grădina Zoologică Târgoviște, Târgoviște
- Zoo Târgu Mureș, Marosvásárhely
- Zoo Timișoara, Temesvár
- Libearty Bear Sanctuary, Zernest (Brassóhoz közel)

## Spanyolország
- Avifauna (núcleo zoológico) Zoo, Lugo
- Barcelona Zoo, Barcelona
- Cabarceno Natural Park, Kantábria
- Las Águilas Jungle Park, Tenerife
- Loro Parque, Tenerife
- Mundomar, Benidorm
- Parque de la Naturaleza de Cabárceno, Obregón
- Parque Zoológico de Guadalajara, Guadalajara
- Parque Zoológico y Jardín Botánico Alberto Durán, Jerez de la Frontera
- Rancho Texas Park, Lanzarote
- Terra Natura, Murcia
- Valencia Bioparc, Valencia
- Zoo Aquarium de Madrid, Madrid
- Zoo de Fuengirola, Málaga
- Zoo de Santillana, Santillana del Mar
- Zoo de Sevilla, Seville

## Svájc
- Knies Kinderzoo, Rapperswil
- Tierpark Dählhölzli, Bern
- Tierpark Goldau, Goldau
- Tierpark Lange Erlen, Bázel
- Wildpark Bruderhaus, Winterthur
- Le Bois du Petit Chateau, La Chaux-de-Fonds
- Wildpark Langenberg, Langnau am Albis
- Wildpark Peter und Paul, Sankt Gallen
- Zoo Basel, Bázel
- Zürich Zoologischer Garten, Zürich
- Abenteuerland Walter Zoo, Gossau
- Papiliorama, Kerzers
- Toni’s Zoo, Rothenburg
- Zoo de Servion, Servion
- Bärenpark Bern, Bern
- Zoo al Maglio-Neggio, Magliaso
- Plättli Zoo, Frauenfeld

## Svédország
- Borås djurpark, Borås
- Frösö Zoo, Frösön
- Furuviksparken, Gävle
- Grönåsens Älgpark, Kosta
- Orsa Grönklitt, Orsa
- Järvzoo, Järvsö
- Junsele Djurpark, Junsele
- Kolmården Wildlife Park, Bråviken
- Lycksele Zoo, Lycksele
- Nordens Ark, Bohuslän
- Ölands Djur- och nöjespark, Färjestaden, Öland
- Parken Zoo, Eskilstuna
- Skånes Djurpark, Höör
- Skansen with Aquarium, Stockholm
- Slottsskogens Djurpark, Gothenburg
- Ystad Djurpark, Ystad

## Szerbia
- Belgrade Zoo, Belgrád, (Beogradski zoo vrt dobre nade - Belgrade Good Hope Zoological Garden)
- Jagodina Zoo, Jagodina
- Palić Zoo, Palics
- Bor Zoo, Bor
- Zoo Park Koki, India
- Zoo Miki, Küllőd

## Szlovákia
- Bojnice Zoo, Bajmóc
- Bratislava Zoo, Pozsony
- Košice Zoo, Kassa
- Spišská Nová Ves Zoo, Igló
- ZOO Stropkov, Sztropkó

## Szlovénia
- Ljubljana Zoo, Ljubljana

## Törökország
- Ankara Zoo, Ankara
- Soğanlı Zoo, Bursa
- Darica Zoo, Isztambul
- Natural Life Park of Sasalı, İzmir
- Gaziantep Zoo, Gaziantep
- Polonezköy Animal Park, Polonezköy
- Şile Zoo, Şile

## Ukrajna
- Askania-Nova
- Basan (Zoo), Zoological and Botanic complex in Stara Basan
- Berdyansk Zoo "Safary"
- Cherkasy Zoo
- Denisovsky petting mini-zoo
- Dnipropetrovsk Zoo
- Dokuchaievsk Zoo
- Donetsk mini-zoo
- Eupatoria Zoo
- "Golden ostrich", Luhanszki terület
- Home Zoo Timothy G. Omelyanyuk
- Kharkiv Zoo
- Kamianets-Podilskyi Zoo "Menzum"
- Kherson Zoo
- Kiev Zoo
- Lanivtsi Zoo
- Luhansk Zoo
- Lutsk Zoo
- Mankivka mini-zoo
- Medenychi Zoo "Limpopo"
- Mena Zoo
- Nikolaev Zoo
- Odessa Zoo
- Rivne Zoo
- Sevastopol Zoo
- Simferopol Zoo
- Straus - Yug
- Taigan (Zoo)
- "Tavriya", Zaporizhia Oblast
- "Three Bears (Zoo)",  Hascheve
- "Valley of ostriches", Hascheve
- "Vashura`s village",  Mariupol
- Vinnytsia Zoo
- Yalta Zoo "Kazka"
- Zaporizhia mini-zoo
- Yaremche mini-zoo